# A.C. Milan w sezonie 1940/1941

Klubowe barwy Milanu

Osiągnięcia piłkarskiego zespołu A.C. Milan w sezonie 1940/1941.

## Osiągnięcia
- Serie A: 3. miejsce
- Puchar Włoch: odpadnięcie w 1/8 finału

## Podstawowe dane
- Oficjalna nazwa klubu: Associazione Calcio Milano
- Siedziba klubu: Via del Lauro 4
- Boisko: San Siro
- Prezes klubu: Komisarz Nadzwyczajny (Umberto Trabattoni)
- Trener zespołu:  Umberto Trabattoni i  József Bánás[1]
- Kapitan drużyny:  Bruno Arcari IV;  Giuseppe Meazza